# Нагорная (станция метро)
«Наго́рная» — станция Московского метрополитена. Открыта 8 ноября 1983 года в составе участка «Серпуховская» — «Южная».

## История
Станция открыта 8 ноября 1983 года в составе первого участка Серпуховской линии «Серпуховская» — «Южная», после ввода в эксплуатацию которого в Московском метрополитене стало 123 станции.

## Архитектура
Колонная трёхпролётная станция мелкого заложения, сооружена по типовому проекту. Глубина заложения — 9 метров. На станции два ряда по 26 колонн. Шаг колонн составляет 6,5 метра.

## Оформление
Тема оформления станции — «Охрана окружающей среды» (художник С. А. Горяинов). Колонны облицованы анодированным алюминием и тёмным мрамором «садахло», путевые стены — мрамором «газган» светло-коричневых тонов. Станционный зал украшают расположенные на путевых стенах и над лестницей панно, выполненные в виде чеканки из кованого листового алюминия.

## Вестибюли и пересадки
Выход через подземный переход к Электролитному проезду и Криворожской улице. На противоположном конце платформы находится линейный пункт депо «Варшавское» (ТЧ-8) Серпуховско-Тимирязевской линии. У станции имеется один подземный вестибюль, из которого на поверхность ведут два лестничных схода на одну сторону Электролитного проезда и ещё один — на противоположную.

## Путевое развитие
За станцией в сторону станции «Нагатинская» расположен пошёрстный съезд, используемый для оборота составов в случае сбоев на линии и для служебных перевозок в ночное время.

## Станция в цифрах
- Пассажиропоток по вестибюлям за сутки (2002 год)
  - Пассажиропоток по входу — 15 400 человек;
  - Пассажиропоток по выходу — 17 200 человек.
- Пассажиропоток по станциям за сутки (1999 год)
  - Общий пассажиропоток — 15 810 человек.
- Таблица времени прохождения первого поезда через станцию[1]:

| По чётным числам                         | Будние дни | Выходные дни |
| По нечётным числам                       | Будние дни | Выходные дни |
| В сторону станции «Нагатинская»          | 05:37      | 05:37        |
| В сторону станции «Нагатинская»          | 05:37      | 05:37        |
| В сторону станции «Нахимовский проспект» | 06:02      | 06:05        |
| В сторону станции «Нахимовский проспект» | 06:02      | 06:05        |

## Наземный общественный транспорт
На этой станции можно пересесть на следующие маршруты городского пассажирского транспорта:
- Автобусы: 119, 142, 317, 529, 926, с929, 965

## Галерея

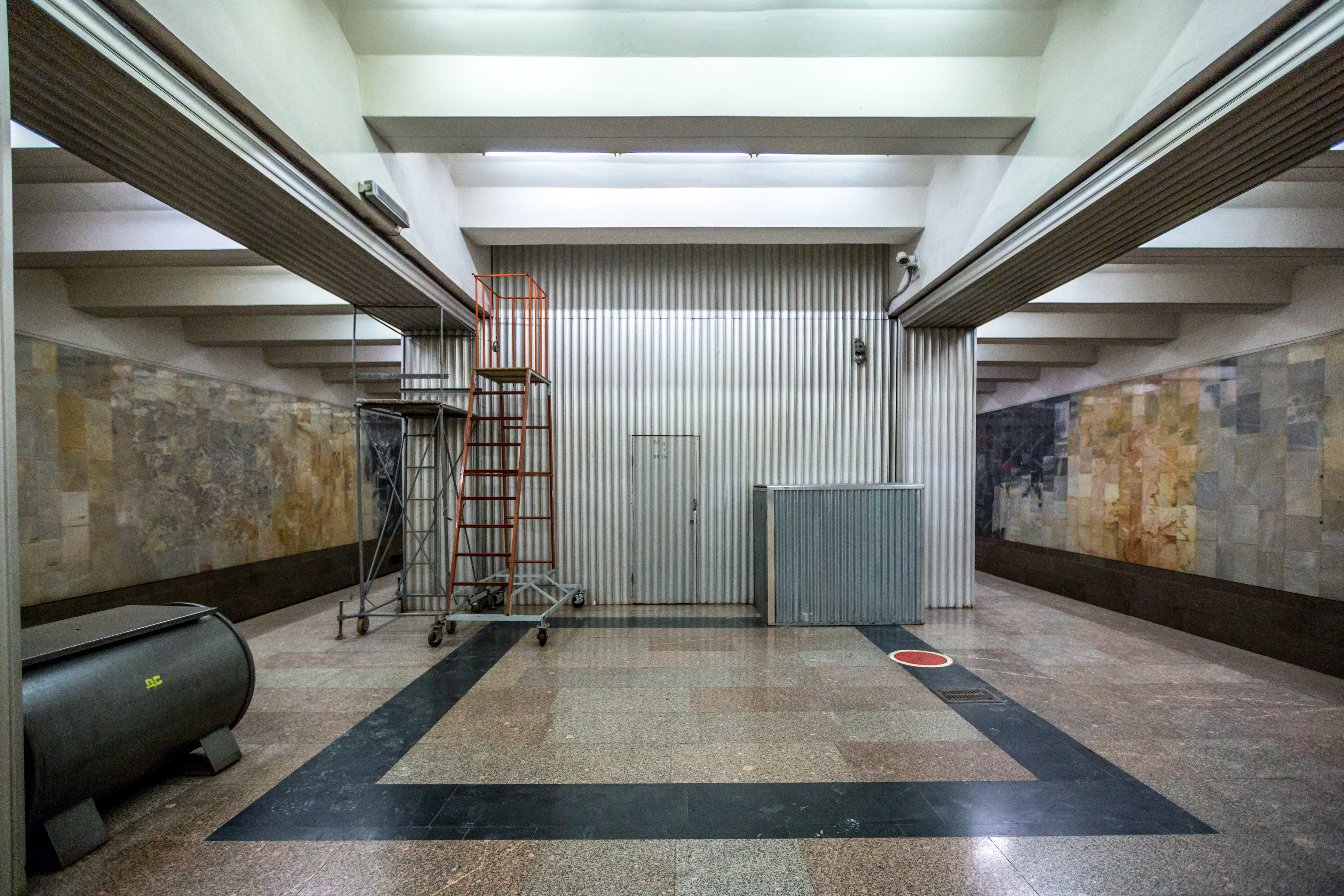
Южный торец зала
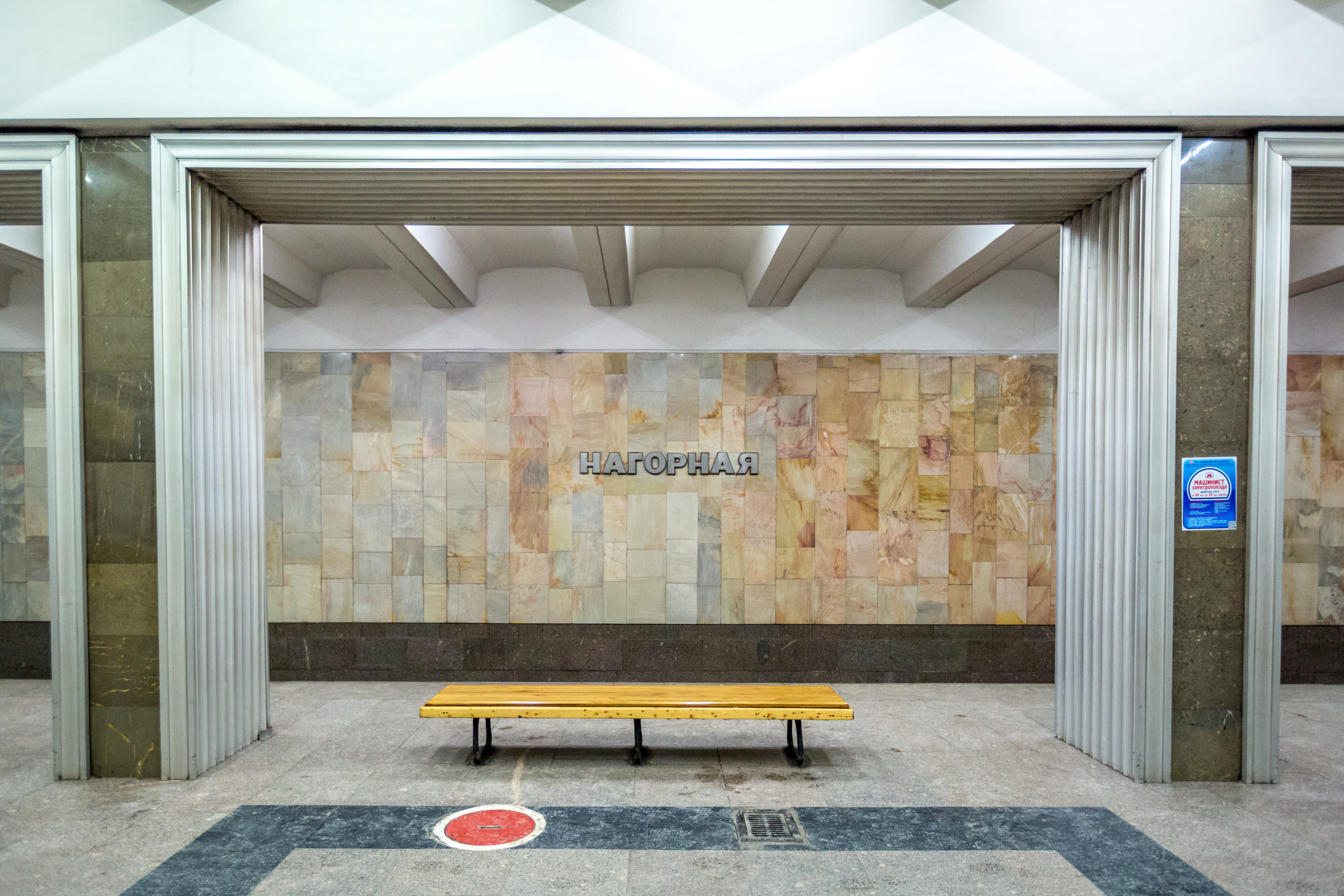
Скамейка и название станции на путевой стене
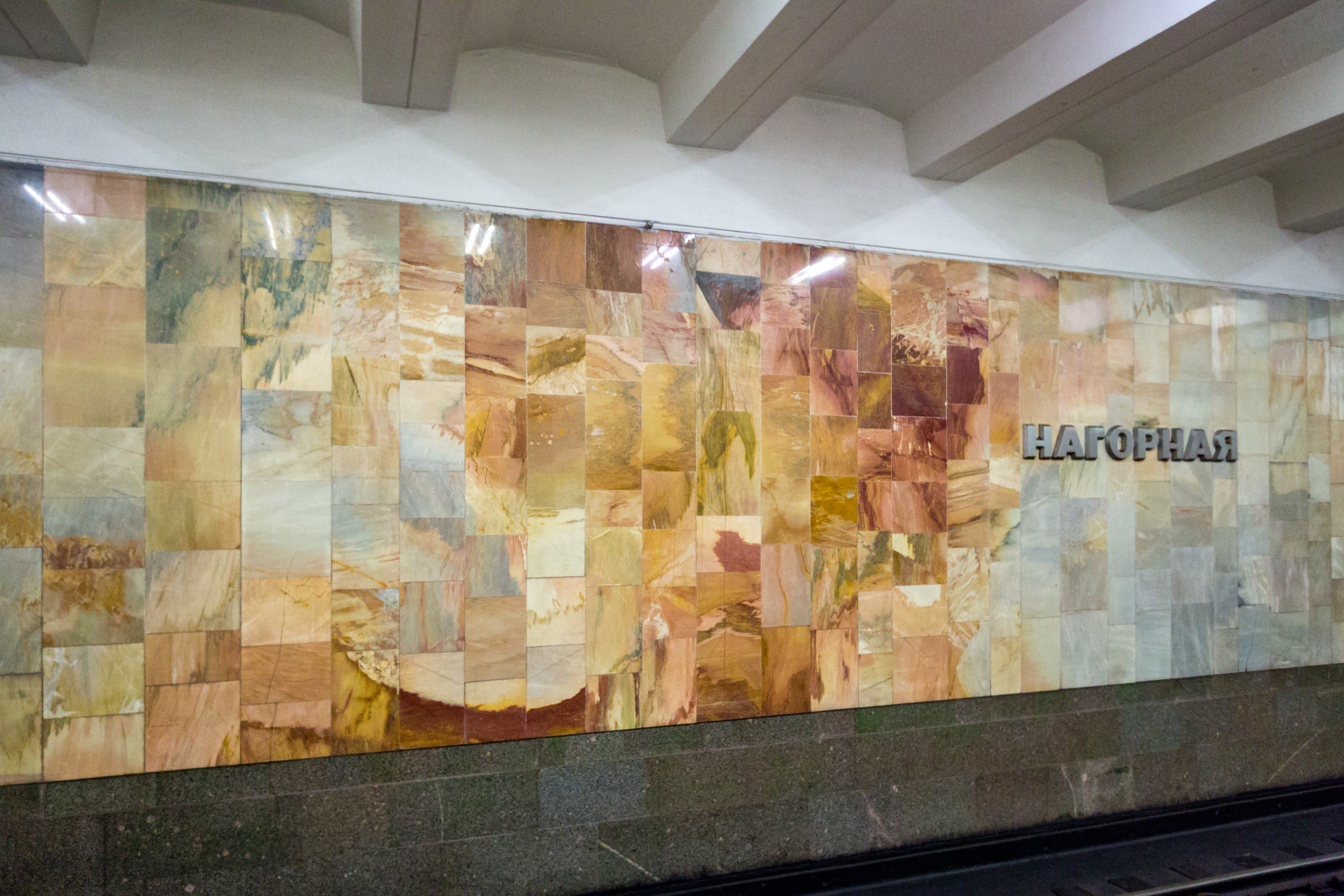
Путевая стена
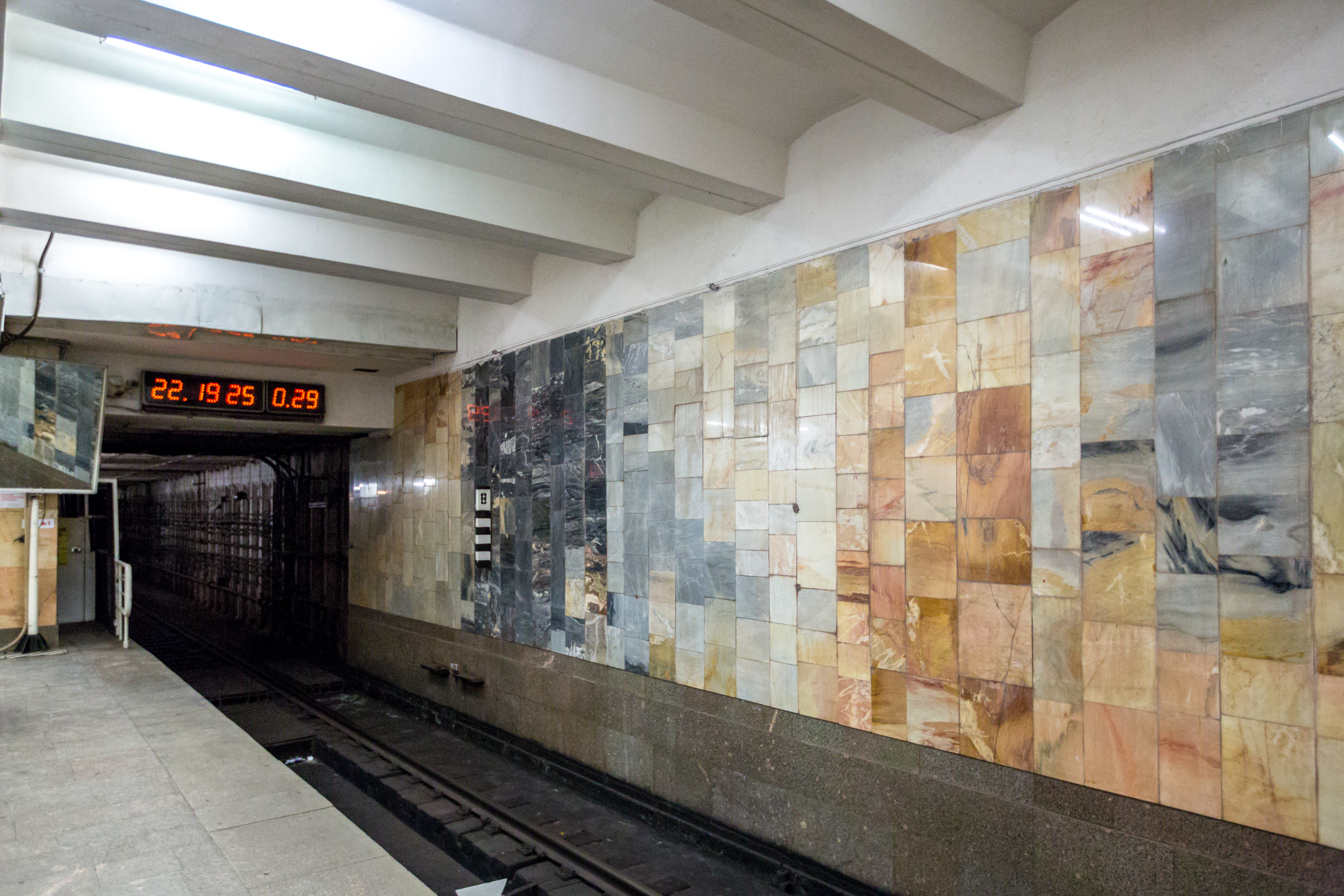
Портал тоннеля
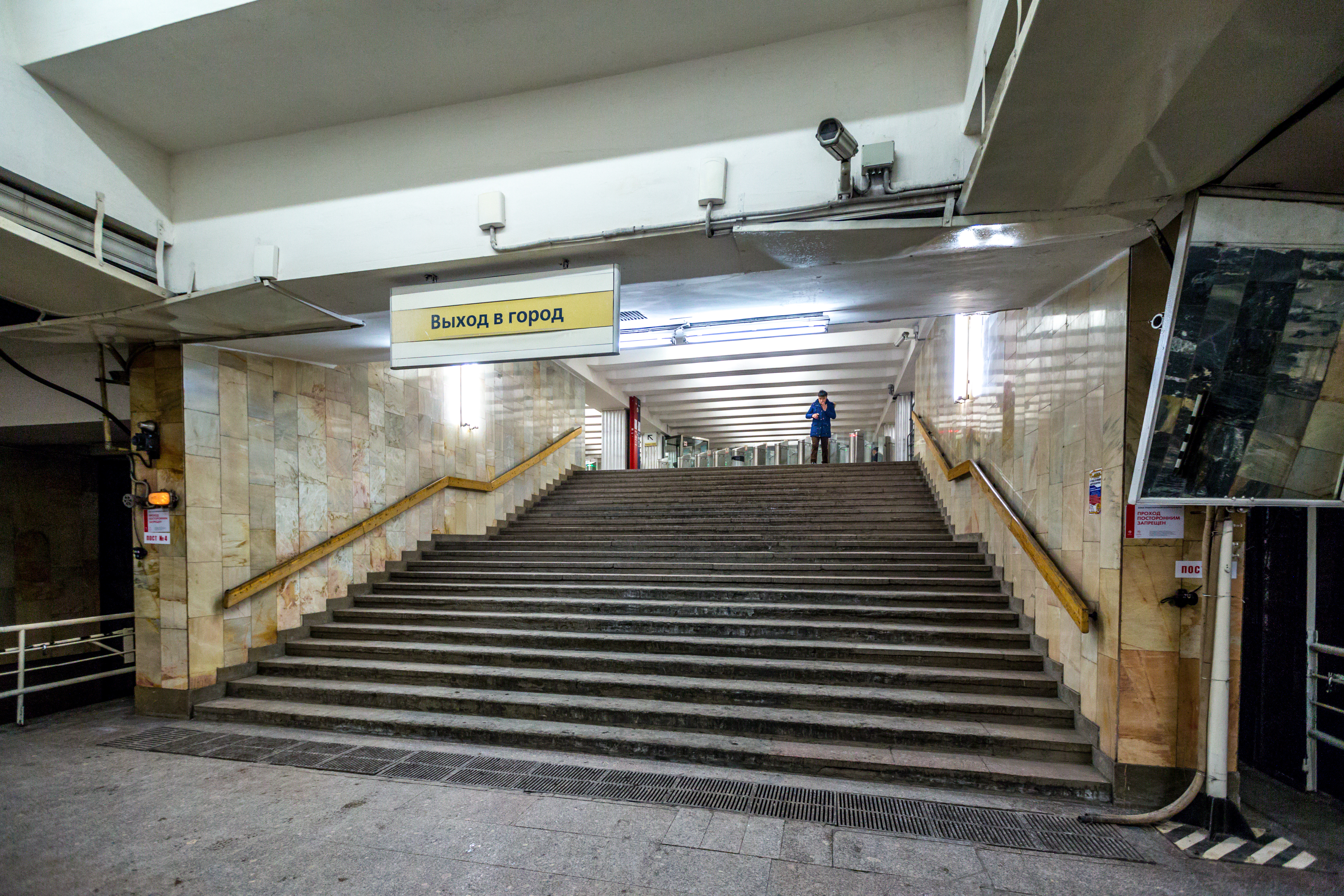
Выход в город

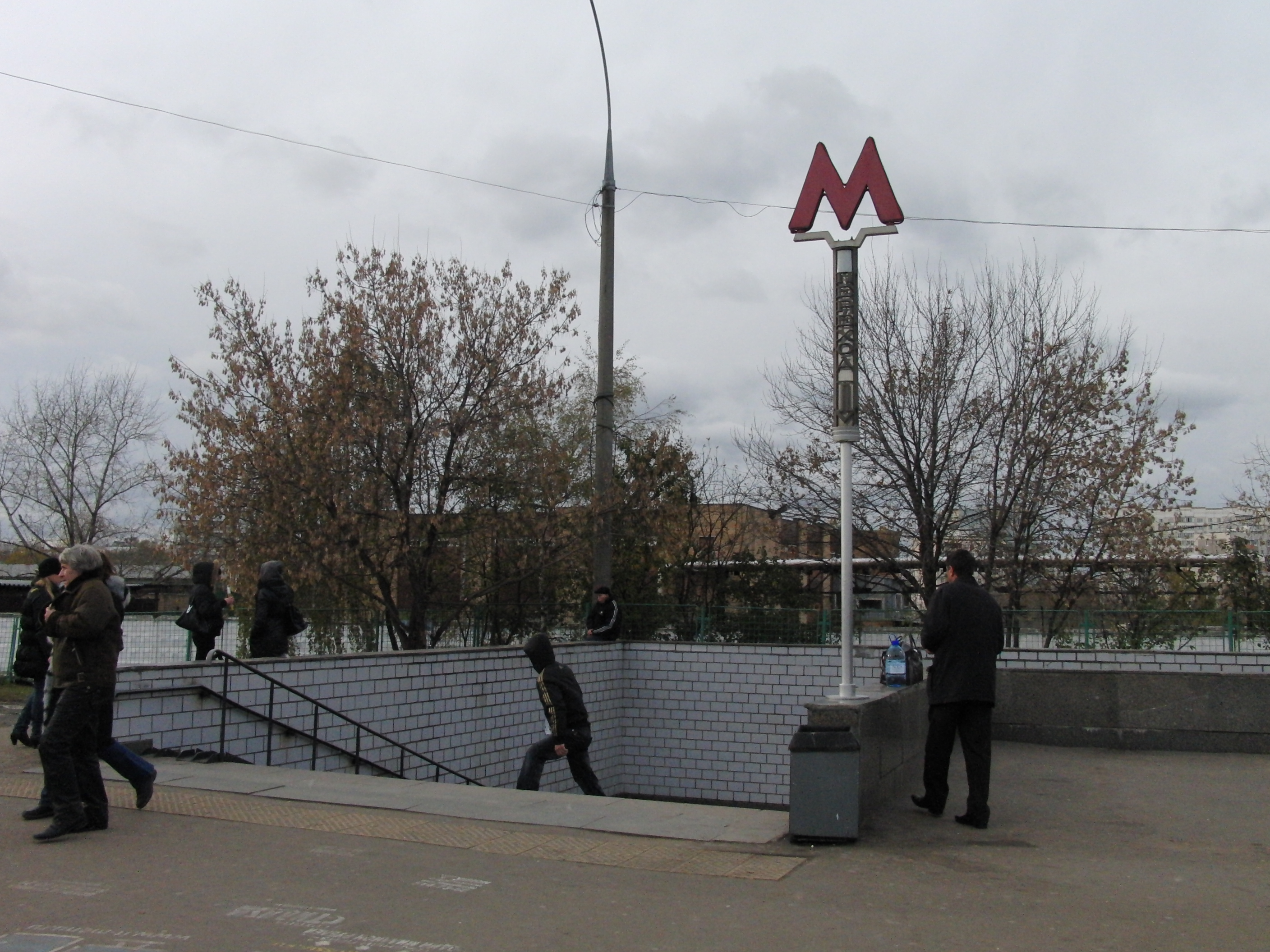
Вход на станцию
Композиции на путевых стенах (коллаж)
Панно над лестницей
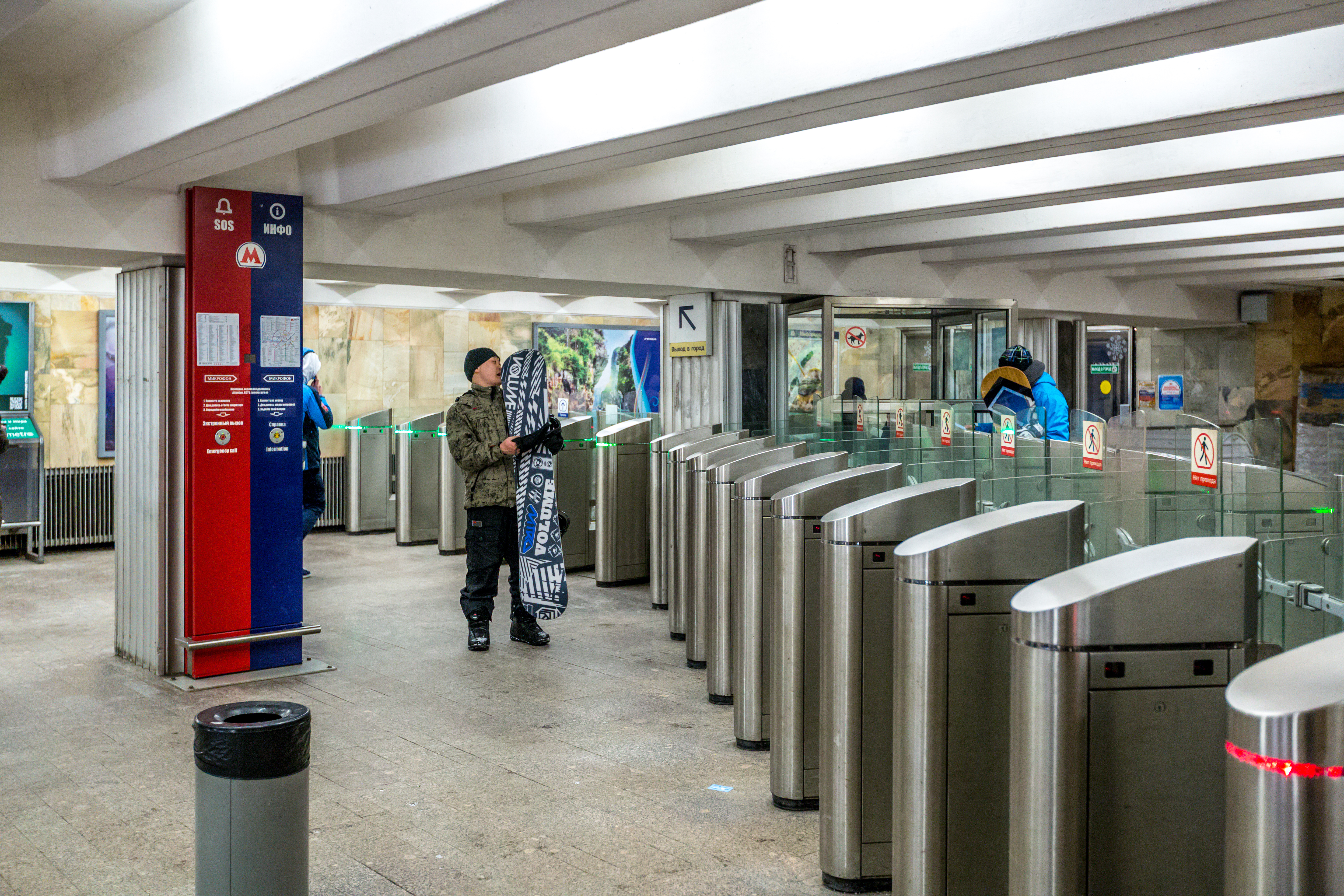
Турникетный зал